# Krywakonna
Krywakonna (belarussisch Крываконна; russisch Кривоконно) ist ein Dorf im Rajon Selwa in der Hrodsenskaja Woblasz im Westen von Belarus. Es gehört verwaltungstechnisch zum Selsowet Sjelwa.

## Geschichte
In der Zwischenkriegszeit gehörte Krzywokonna zu Polen und lag in der Woiwodschaft Białystok, Powiat Wołkowysk und der Gemeinde Zelwa. Am 16. Oktober 1933 wurde es Verwaltungssitz der Gromada Krzywokonna. Nach dem Zweiten Weltkrieg wurde das Dorf Teil der Sowjetunion.